# دیولا کارویی
دیولا کارویی (مجاری: Károlyi Gyula; ۷ مهٔ ۱۸۷۱ – ۲۳ آوریل ۱۹۴۷) سیاستمدار اهل مجارستان و از ۵ مه ۱۹۱۹ تا ۱۲ ژوئیه ۱۹۱۹ و از ۲۴ اوت ۱۹۳۱ تا ۱ اکتبر ۱۹۳۲ نخست‌وزیر مجارستان بود.